# Esperanto Wikipedia
Esperanto Wikipedia (esperanto: Vikipedio en Esperanto,  dansk: den esperantosprogede Wikipedia) er den esperantosprogede  version af det verdensomspændende encyklopædi-projekt Wikipedia. Esperanto Wikipedia blev lanceret 11. maj 2001.
Pr. fredag den 28. marts 2025 har den esperantosprogede Wikipedia 368.370 artikler, 311 aktive bidragydere og 12 administratorer.